# House of Wax (phim 2005)
House of Wax (tựa tiếng Việt: Ngôi nhà sáp) là một bộ phim 
tâm lý - kinh dị Mỹ năm 2005 của đạo diễn Jaume Collet-Serra, được phát hành vào ngày 6 tháng 5 năm 2005 trên khắp nước Mỹ. Phim có sự tham gia của Elisha Cuthbert, Chad Michael Murray, Jared Padalecki và Paris Hilton. Tuy phim này có cùng tên với một bộ phim kinh dị năm 1953 nhưng nó không phải là phim làm lại.

## Nội dung
Một nhóm bạn trẻ đang trên đường đến Louisiana để tham dự trận đấu bóng bầu dục thì bỗng dưng xe bị hư và họ bị kẹt ở lại một thị trấn nhỏ. Họ không biết rằng thị trấn này chính là nơi sinh sống của hai anh em độc ác chuyên bắt cóc giết người nhưng không phải để ăn thịt mà là biến thân xác của những nạn nhân đó thành tượng sáp rồi đem trưng bày trong thị trấn.
Chuyện phim bắt đầu từ năm 1974, một người phụ nữ đang làm một tác phẩm điêu khắc bằng sáp trong nhà bếp trong khi con trai bà đang ăn sáng. Chồng bà đi vào với người con trai lớn, ông la hét và đá vào bàn trong cơn giận làm cho tác phẩm điêu khắc của bà rơi xuống sàn nhà và gãy ra.
Năm 2005, Carly (Elisha Cuthbert), anh trai sinh đôi của cô Nick (Chad Michael Murray), bạn trai của cô Wade (Jared Padalecki), người bạn thân nhất của cô Paige (Paris Hilton), và bạn trai của Paige, Blake (Robert Ri'chard) và Dalton (Jon Abrahams) đang trên đường đến xem một trận bóng bầu dục rất được mong đợi ở Louisiana. Màn đêm buông xuống và nhóm quyết định dựng trại qua đêm. Khu cắm trại sau đó được ghé thăm bởi một người lạ trên một chiếc xe bán tải sáng đèn, người lái xe từ chối rời khỏi xe cho đến khi Nick đập vỡ một đèn pha với một chai bia. Sáng hôm sau, Wade nhận ra vành đai quạt xe của anh bị hư hỏng. Ngay sau đó, họ gặp một người đàn ông nông thôn tóc rối bời tên Lester (Damon Herriman), ông dẫn Wade và Carly đến thị trấn gần đó là Ambrose để có được một vành đai quạt mới, trong khi nhóm còn lại đi xem trận bóng trước.
Cả hai đến Ambrose, nhưng thị trấn đó hầu như là một thị trấn ma. Họ không thấy một tiếp viên nào tại trạm xăng, họ đi lang thang vào nhà thờ, và bất ngờ bên trong đang là một đám tang. Tại đây, họ gặp một thợ cơ khí tên là Bo (Brian Van Holt), anh ta là người bán vành đai quạt sau khi tang lễ kết thúc. Trong khi chờ đợi tang lễ kết thúc, hai người họ tham quan bảo tàng sáp nằm ở trung tâm của thị trấn. Sau đó, họ theo Bo đến nhà của anh để tìm một vành đai quạt thích hợp. Wade theo sau Bo và bị đâm bởi một người bí ẩn trong bóng tối. Bên ngoài, Carly biết rằng Bo là người lái xe bán tải đến khu cắm trại của họ vào đêm hôm trước. Cô bị tấn công bởi Bo và cô chạy đến nhà thờ, cô bất ngờ khi thấy rằng đám tang đang diễn ra và rằng cư dân chỉ là tác phẩm điêu khắc sáp. Cô bị bắt giữ bởi Bo và bị hắn nhốt trong tầng hầm ở trạm xăng, hắn trói cô vào một chiếc ghế và bịt miệng cô lại. Trong khi đó, Wade bị đưa đến một căn phòng, anh cũng bị trói vào một chiếc ghế và bị xịt sáp trên khắp cơ thể trần truồng của mình.
Do giao thông tắc nghẽn, Blake, Paige, Nick và Dalton nhận ra rằng họ không thể đến đó kịp, và trở về khu cắm trại. Nick và Dalton đi đến Ambrose để đón Carly và Wade trong khi Paige và Blake vẫn còn ở khu cắm trại. Một lúc sau trong đêm, một tên giấu mặt đến khu cắm trại; Blake bị giết và Paige bị truy đuổi đến một nhà máy sản xuất xe hơi, sau đó cô cũng bị giết bởi một ống sắt phóng trúng đầu.
Trở lại Ambrose, Dalton và Nick chỉ thấy thị trấn hoàn toàn bỏ trống, Dalton và Nick chia nhau ra để tìm kiếm; Dalton vào bảo tàng sáp, và sau đó anh bị giết bởi tên sát nhân giấu mặt, trong khi Nick tìm và cứu Carly. Ngay sau đó, họ nhận ra rằng cư dân duy nhất của thị trấn là con trai của chủ sở hữu bảo tàng sáp, người đã bẫy nạn nhân của hắn để tạo ra các tác phẩm điêu khắc sáp. Hai chủ sở hữu, Bo và Vincent Sinclair (là tên sát nhân giấu mặt, cũng là em trai của Bo) là cặp anh em song sinh sinh ra trong gia đình không hạnh phúc, và Vincent lại mắc chứng tâm thần và gương mặt thì biến dạng khủng khiếp. Carly và Nick đốt tòa nhà để cố giết hai anh em độc ác. Ngọn lửa lan qua bảo tàng, những tượng sáp từ từ tan chảy. Họ nhanh chóng giết Bo và Vincent và thoát khỏi bảo tàng sáp trước khi nó tan chảy xuống đất, chôn vùi xác hai anh em.
Sáng hôm sau, khói từ đám cháy đã thu hút được sự giúp đỡ từ bên ngoài và cảnh sát đã đến. Cảnh sát thông báo cho Carly và Nick rằng thị trấn đã bị bỏ hoang trong một thập kỷ, kể từ khi nhà máy đường đóng cửa, và nó thậm chí không xuất hiện trên bản đồ nữa. Trên đài phát thanh, cảnh sát nói rằng gia đình Sinclair còn một người con trai thứ ba. Bộ phim kết thúc và ngụ ý rằng Lester, người đã chở Carly và Wade đến thị trấn trước đó là người con trai thứ ba.

## Diễn viên
- Elisha Cuthbert vai Carly Jones
- Chad Michael Murray vai Nick Jones
- Jared Padalecki vai Wade Felton
- Paris Hilton vai Paige Edwards
- Brian Van Holt vai Bo Sinclair / Vincent Sinclair
- Jon Abrahams vai Dalton Chapman
- Robert Ri'chard vai Blake Johnson
- Damon Herriman vai Lester Sinclair
- Andy Anderson vai Cảnh sát trưởng
- Dragitsa Debert vai Trudy Sinclair
- Murray Smith vai Bác sĩ Victor Sinclair
- Thomas Adamson vai Bo lúc nhỏ
- Sam Harkess vai Vincent lúc nhỏ
- Emma Lung vai Jennifer

## Sản xuất
Những cảnh trong bộ phim House of Wax được quay chủ yếu ở Queensland, nước Úc.